# Heliocopris anadematus
Heliocopris anadematus är en skalbaggsart som beskrevs av Gillet 1908. Heliocopris anadematus ingår i släktet Heliocopris och familjen bladhorningar. Inga underarter finns listade i Catalogue of Life.